# Psylliodes cupreata
Psylliodes cupreata är en skalbaggsart som först beskrevs av Caspar Erasmus Duftschmid 1825.  Psylliodes cupreata ingår i släktet Psylliodes, och familjen bladbaggar. Arten har ej påträffats i Sverige.